# متیل تری‌فلوئورومتان‌سولفونات
متیل تری‌فلوئورومتان‌سولفونات (به انگلیسی: Methyl trifluoromethansulfonate) با فرمول شیمیایی CF۳SO۳CH۳ یک ترکیب شیمیایی با شناسه پاب‌کم ۹۵۲۶ است. که جرم مولی آن 164.10 g/mol می‌باشد. شکل ظاهری این ترکیب، مایع بی‌رنگ است.